# Stigmella montana
Stigmella montana là một loài bướm đêm thuộc họ Nepticulidae. Loài này có ở Kazakhstan và Tadzhikistan.